# Triatlón en los Juegos Asiáticos de 2018
El triatlón en los Juegos Asiáticos de 2018 se realizó en Palembang (Indonesia) del 31 de agosto al 2 de septiembre de 2018. En total fueron disputadas en deporte tres pruebas diferentes: una masculina, una femenina y una por relevo mixto.

## Resultados
| Evento       | Oro                                                        | Plata                                                          | Bronce                                                      |
| ------------ | ---------------------------------------------------------- | -------------------------------------------------------------- | ----------------------------------------------------------- |
| Masculino    | Jumpei Furuya Japón                                        | Ayan Beisenbayev · Kazajistán                                  | Li Mingxu China                                             |
| Femenino     | Yuko Takahashi Japón                                       | Zhong Mengying China                                           | Hoi Long Macao                                              |
| Relevo mixto | Yuka Sato Jumpei Furuya Yuko Takahashi Yuichi Hosoda Japón | Jang Yun-Jung Kim Ji-Hwan Park Ye-Jin Heo Min-Ho Corea del Sur | Bailee Brown Law Leong Tim Hilda Choi Wong Tsz To Hong Kong |

## Medallero
| Núm. | País          | Oro | Plata | Bronce | Total |
| ---- | ------------- | --- | ----- | ------ | ----- |
| 1    | Japón         | 3   | 0     | 0      | 3     |
| 2    | China         | 0   | 1     | 1      | 2     |
| 3    | Corea del Sur | 0   | 1     | 0      | 1     |
| 3    | Kazajistán    | 0   | 1     | 0      | 1     |
| 5    | Hong Kong     | 0   | 0     | 1      | 1     |
| 5    | Macao         | 0   | 0     | 1      | 1     |
|      | TOTAL         | 3   | 3     | 3      | 9     |